# بیچنه
بیچنه (به لهستانی:  Bieczyny) یک روستا در لهستان است که در گمینا چمپینگ واقع شده‌است.